# ريان فلين (لاعب هوكي جليد كندي)
ريان فلين هو لاعب هوكي جليد كندي، ولد في 20 أبريل 1980 في هاليفاكس في كندا.

## وصلات خارجية
- ريان فلين على موقع دوري الهوكي الوطني (الإنجليزية)
- ريان فلين على موقع EliteProspects.com (الإنجليزية)
- ريان فلين على موقع HockeyDB.com (الإنجليزية)
- ريان فلين على موقع Hockey-Reference.com (الإنجليزية)